# Николаевский (Бурятия)
Никола́евский — посёлок в Тарбагатайском районе Бурятии. Административный центр Заводского сельского поселения.

## География
Расположен на северо-востоке района в 40 км от райцентра — села Тарбагатай, в 14 км к югу от границы города Улан-Удэ по восточной стороне региональной автодороги Улан-Удэ — Тарбагатай — Окино-Ключи.

## История
По некоторым данным, первые известные упоминания о винокурнях, устроенных в этом месте относятся к 1827 г., однако документально это не подтверждено. Достоверно известно, что  на средства купца Голдобина Ивана Флегонтовича к ноябрю 1868 года был построен и введен в строй Николаевский винокуренный завод № 21. Завод в дальнейшем, вплоть до смерти принадлежал купцу 1-й гильдии Ивану Флегонтовичу Голдобину. После смерти И.Ф. Голдобина в 1892 году завод перешел в пользование супруги Елизаветы Ивановны Голдобиной (впоследствии Кукель), которым она руководила некоторое время. Затем завод перешел в руки сына Ивана Флегонтовича от первого брака - Николая Ивановича Голдобина.  Благодаря выгодному географическому положению завод процветал, в 1904 году завод начинает специализироваться на спирте, а производство алкогольных напитков переносится в город Верхнеудинск. По состоянию на 1912 год - владельцем завода засвидетельствован купец 1 гильдии Верхнеудинского купеческого общества Кобылкин Александр Кузьмич. На заводе трудилось в это время 85 рабочих. 
После Великой Отечественной войны спиртзавод Николаевский был глубоко модернизирован для выпуска высококачественной продукции. В 1992 году был преобразован в АО «Бурятспирт», который успешно работал до начала 2000-х годов. В 2003 году произошел рейдерский захват предприятия, в результате этого предприятие было признано банкротом в 2004 году и закрылось.
В 1882 году была освящена церковь Во имя святой мученицы Елизаветы.

## Население
| 2002 | 2010  |
| ---- | ----- |
| 1265 | ↗1295 |

## Инфраструктура
Администрация сельского поселения, Заводская средняя общеобразовательная школа, детский сад «Солнышко», фельдшерско-акушерский пункт, Дом культуры, библиотека.

## Достопримечательности

### Елизаветинская церковь
Елизаветинская церковь — православный храм, относится к Улан-Удэнской епархии Бурятской митрополии Русской православной церкви.